# Synchroonzwemmen op de Olympische Zomerspelen
Synchroonzwemmen is een van de sportdisciplines die op de Olympische Zomerspelen wordt beoefend.
Deze sporttak, welke alleen door vrouwen wordt beoefend, is een van de vijf disciplines binnen de olympische sport zwemmen en staat sinds 1984 op het programma van de Olympische Spelen. De vier andere olympische zwemdisciplines zijn baanzwemmen, openwaterzwemmen, schoonspringen en waterpolo.

## Edities
| Spelen | Jaar | Gaststad / Gastland           | Zwembad                             | Datum                   | Landen | Sporters | Sporters | Sporters | Ond. | Winnaar medaillespiegel |
| Spelen | Jaar | Gaststad / Gastland           | Zwembad                             | Datum                   | Landen | Totaal   | M        | V        | Ond. | Winnaar medaillespiegel |
| ------ | ---- | ----------------------------- | ----------------------------------- | ----------------------- | ------ | -------- | -------- | -------- | ---- | ----------------------- |
| XXXV   | 2032 | Brisbane, Australië           | Sleeman Sports Complex              |                         |        |          |          |          |      |                         |
| XXXIV  | 2028 | Los Angeles, Verenigde Staten | Long Beach Convention Centre Lot    | juli 2028               |        |          |          |          |      |                         |
| XXXIII | 2024 | Parijs, Frankrijk             | Centre aquatique olympique          | 5–10 augustus           | 18     | 96       | 0        | 96       | 2    | China                   |
| XXXII  | 2020 | Tokio, Japan                  | Tokyo Aquatics Centre               | 2–7 augustus            | 22     | 104      | 0        | 104      | 2    | Russische ploeg         |
| XXXI   | 2016 | Rio de Janeiro                | Parque Aquático Maria Lenk          | 14–20 augustus          | 24     | 104      | 0        | 104      | 2    | Rusland                 |
| XXX    | 2012 | Londen, Engeland              | London Aquatics Centre              | 5–10 augustus           | 24     | 100      | 0        | 100      | 2    | Rusland                 |
| XXIX   | 2008 | Peking, China                 | Beijing National Aquatics Center    | 18–23 augustus          | 24     | 104      | 0        | 104      | 2    | Rusland                 |
| XXVIII | 2004 | Athene, Griekenland           | Athens Olympic Aquatic Centre       | 23–27 augustus          | 24     | 104      | 0        | 104      | 2    | Rusland                 |
| XXVII  | 2000 | Sydney, Australië             | Sydney International Aquatic Centre | 24–29 september         | 24     | 102      | 0        | 102      | 2    | Rusland                 |
| XXVI   | 1996 | Atlanta, Verenigde Staten     | Georgia Tech Aquatic Center         | 30 juli–2 augustus      | 8      | 78       | 0        | 78       | 1    | Verenigde Staten        |
| XXV    | 1992 | Barcelona, Spanje             | Piscines Bernat Picornell           | 2–7 augustus            | 22     | 53       | 0        | 53       | 2    | Verenigde Staten        |
| XXIV   | 1988 | Seoel, Zuid-Korea             | Jamsil Indoor Swimming Pool         | 26 september– 1 oktober | 18     | 46       | 0        | 46       | 2    | Canada                  |
| XXIII  | 1984 | Los Angeles, Verenigde Staten | Uytengsu Aquatics Center            | 6–12 augustus           | 21     | 50       | 0        | 50       | 2    | Verenigde Staten        |

## Onderdelen
| Onderdeel           | 84 | 88 | 92 | 96 | 00 | 04 | 08 | 12 | 16 | 20 | 24 | Totaal |
| ------------------- | -- | -- | -- | -- | -- | -- | -- | -- | -- | -- | -- | ------ |
| Duet vrouwen        | •  | •  | •  |    | •  | •  | •  | •  | •  | •  | •  | 10     |
| Team vrouwen        |    |    |    | •  | •  | •  | •  | •  | •  | •  |    | 7      |
| Team gemengd        |    |    |    |    |    |    |    |    |    |    | •  | 1      |
| Afgevoerd onderdeel |    |    |    |    |    |    |    |    |    |    |    |        |
| Solo vrouwen        | •  | •  | •  |    |    |    |    |    |    |    |    | 3      |
| Totaal              | 2  | 2  | 2  | 1  | 2  | 2  | 2  | 2  | 2  | 2  | 2  | 22     |

## Medailles
De Russin Svetlana Romasjina is de 'succesvolste medaillewinnaars' in het synchroonzwemmen, zij won zeven gouden medailles, ze deed dit bij de duetten en met het team.

### Meervoudige medaillewinnaars
Over alle onderdelen
Onderstaande tabel geeft de top negen van meervoudige medaillewinnaars over alle onderdelen weer bij het synchroonzwemmen.
|                        | Olympiër                | Jaren     | Goud | Zilver | Brons | Totaal | Onderdeel   |
| ---------------------- | ----------------------- | --------- | ---- | ------ | ----- | ------ | ----------- |
| 01                     | Svetlana Romasjina      | 2008-2020 | 7    | 0      | 0     | 5      | duet / team |
| 02                     | Anastasia Davydova      | 2004-2012 | 5    | 0      | 0     | 5      | duet / team |
| 0"                     | Natalja Isjtsjenko      | 2008-2016 | 5    | 0      | 0     | 5      | duet / team |
| 04                     | Anastasia Jermakova     | 2004-2008 | 4    | 0      | 0     | 4      | duet / team |
| 05                     | Olga Broesnikina        | 2000-2004 | 3    | 0      | 0     | 3      | duet / team |
| 0”                     | Maria Kiseljova         | 2000-2004 | 3    | 0      | 0     | 3      | duet / team |
| 0"                     | Elvira Chasjanova       | 2004-2012 | 3    | 0      | 0     | 3      | team        |
| 0"                     | Marija Gromova          | 2004-2012 | 3    | 0      | 0     | 3      | team        |
| 0"                     | Aleksandra Patskevitsj  | 2012-2020 | 3    | 0      | 0     | 3      | team        |
| 0"                     | Alla Sjisjkina          | 2012-2020 | 3    | 0      | 0     | 3      | team        |
| 0"                     | Svetlana Kolesnitsjenko | 2016-2020 | 3    | 0      | 0     | 3      | duet / team |
| 12                     | Tracie Ruiz             | 1984-1988 | 2    | 1      | 0     | 3      | solo / duet |
| 0"                     | Carolyn Waldo           | 1984-1988 | 2    | 1      | 0     | 3      | solo / duet |
| 0"                     | Wang Qianyi             | 2020-2024 | 2    | 1      | 0     | 3      | duet / team |
| Vier of meer medailles |                         |           |      |        |       |        |             |
|                        | Huang Xuechen           | 2008-2020 | 0    | 5      | 2     | 7      | duet / team |
|                        | Sun Wenyan              | 2012-2020 | 0    | 5      | 0     | 5      | duet / team |
|                        | Miya Tachibana          | 1996-2004 | 0    | 4      | 1     | 5      | duet / team |
|                        | Miho Takeda             | 1996-2004 | 0    | 4      | 1     | 5      | duet / team |
|                        | Andrea Fuentes          | 2008-2012 | 0    | 3      | 1     | 4      | duet / team |

### Medaillespiegel
N.B. Medaillespiegel is bijgewerkt tot en met de Olympische Spelen van 2024.
| Plaats | Land             | NOC    | Goud | Zilver | Brons | Totaal |
| ------ | ---------------- | ------ | ---- | ------ | ----- | ------ |
| 1      | Rusland          | RUS    | 10   | 0      | 0     | 12     |
| 2      | Verenigde Staten | USA    | 5    | 3      | 2     | 10     |
| 3      | Canada           | CAN    | 3    | 4      | 1     | 8      |
| 4      | China            | CHN    | 2    | 5      | 2     | 9      |
| 5      | Russische ploeg  | ROC    | 2    | 0      | 0     | 0      |
| 6      | Japan            | JPN    | 0    | 4      | 10    | 14     |
| 7      | Spanje           | ESP    | 0    | 3      | 2     | 5      |
| 8      | Groot-Brittannië | GBR    | 0    | 1      | 0     | 1      |
| 9      | Oekraïne         | UKR    | 0    | 0      | 2     | 2      |
| 10     | Frankrijk        | FRA    | 0    | 0      | 1     | 1      |
| 10     | Nederland        | NED    | 0    | 0      | 1     | 1      |
| Totaal | Totaal           | Totaal | 22*  | 20*    | 21    | 63     |

* 1992: solo 2x goud uitgereikt en geen zilver
Los Angeles 1984 · 
Seoel 1988 · 
Barcelona 1992 · 
Atlanta 1996 · 
Sydney 2000 · 
Athene 2004 · 
Peking 2008 · 
Londen 2012 · 
Rio de Janeiro 2016 · 
Tokio 2020 · 
Parijs 2024 · Los Angeles 2028
Medaillewinnaars 
1984:  Uytengsu Aquatics Center · 
1988:  Jamsil Indoor Swimming Pool · 
1992:  Piscines Bernat Picornell · 
1996:  Georgia Tech Aquatic Center · 
2000:  Sydney International Aquatic Centre · 
2004:  Athens Olympic Aquatic Centre · 
2008:  Beijing National Aquatics Center · 
2012:  London Aquatics Centre · 
2016:  Parque Aquático Maria Lenk · 
2020:  Tokyo Aquatics Centre · 
2024:  Centre aquatique olympique
Olympische Zomerspelen
Olympische Winterspelen
Gerelateerd
Olympische Jeugdspelen · Paralympische Spelen · Deaflympische Spelen · Special Olympic World Games
IOC · COA · BOIC · NOC*NSF · NAOC · SOC